# Јелшане
Јелшане (словен. Jelšane, итал. Elsane) је насељено место у општини Илирска Бистрица, Приморско-нотрањска регија, Словенија.

## Географија
Јелшане се налазе на самој граници са Хрватском. У близини насеља је и гранични прелаз Јелшане-Рупа.

## Историја
До територијалне реорганизације у Словенији било је у саставу старе општине Илирска Бистрица.

## Становништво
У попису становништва из 2011. године, Јелшане је имало 325 становника.
| Број становника према пописима | Број становника према пописима | Број становника према пописима |
| ------------------------------ | ------------------------------ | ------------------------------ |
| 1991                           | 2002                           | 2011                           |
| 245                            | 293                            | 325                            |